# Peripsychoda iranica
Peripsychoda iranica är en tvåvingeart som beskrevs av Jezek 1987. Peripsychoda iranica ingår i släktet Peripsychoda och familjen fjärilsmyggor.
Artens utbredningsområde är Iran. Inga underarter finns listade i Catalogue of Life.